# Lawrence Aloysius Burke
Lawrence Aloysius Burke (Kingston, 27 de octubre de 1932  – 24 de enero de 2010) fue el cuarto arzobispo de la Arquidiócesis de Kingston en Jamaica. Anteriormente, fue el primer arzobispo de la recién creada Arquidiócesis de Nasáu en 1999.
Burke obtuvo la licenciatura en filosofía en el Boston College (1957) y el máster en 1958. Posteriormente, se doctoró en teología en 1965.
Burke fue ordenado sacerdote jesuita el 16 de junio de 1968. Posteriormente, sería nombrado obispo de la archidiócesis de Nassau el 17 de julio de 1981 (el primero nacido en el Caribe), y fue consagrado el 11 de octubre de 1981. En junio de 1999, el Papa Juan Pablo II le nombra Arzobispo de la Arquidiócesis de Nasáu.
El 17 de febrero de 2004, el Papa Juan Pablo II le nombra arzobispo de la Arquidiócesis de Kingston en Jamaica, cargo que ocupó hasta su retiro el 12 de abril de 2008. Moriría de cáncer en Kingston a los 77 años.